# Przemysłów (Mazovia)
Przemysłów [pronunciación en polaco: /pʂɛˈmɨswuf/] es un pueblo en el distrito administrativo de Gmina Gąbin, dentro del Distrito de Płock, Voivodato de Mazovia, en el centro-este de Polonia. Se encuentra aproximadamente 7 kilómetros al este de Gąbin, 19 kilómetros al sudeste de Płock, y 82 kilómetros al oeste de Varsovia, la capital nacional.
El pueblo tiene una población de 132 habitantes.